# Kosmos 357
O Kosmos 357 (em russo: Космос 357) também denominado DS-P1-Yu Nº 35, foi um satélite artificial soviético lançado ao espaço com sucesso no dia 27 de junho de 1970 através de um foguete Kosmos-2I a partir do Cosmódromo de Plesetsk.

## Características
O Kosmos 357 foi o trigésimo quinto membro da série de satélites DS-P1-Yu e o trigésimo segundo lançado com sucesso após o fracasso dos lançamentos do segundo, do vigésimo terceiro e do trigésimo segundo membros da série. Sua missão era auxiliar sistemas antissatélites e antimíssil soviéticos.
O Kosmos 357 foi injetado em uma órbita inicial de 476 km de apogeu e 272 km de perigeu, com uma inclinação orbital de 71 graus e um período de 92,0 minutos. Reentrou na atmosfera terrestre em 24 de novembro de 1970.